# ジョイゾー
株式会社ジョイゾーは、東京都木場に本社を置くSI企業。サイボウズ製品に対するコンサルティングやシステム開発のほか、kintoneプラグインの開発や販売も手掛けるシステムインテグレータ。

## 概要
2010年12月に四宮靖隆が創業。2014年6月、定額制のシステム開発サービス「システム39」を開始。
サイボウズ社のオフィシャルSIパートナーとして様々な開発や導入を支援し、『kintone』の普及・拡大の一翼を担ってきた。

## 沿革
- 2010年　株式会社ジョイゾー設立
- 2011年　サイボウズがリリースした業務改善プラットフォーム「kintone」に大きな可能性を感じ、ジョイゾーのメインビジネスとする。
- 2014年
  - 6月　日本初のkintoneをベースにした「来店型」「定額」「初回無料」の対面開発サービス「システム39」をリリース。
- 2022年
  - 9月　東陽町へ移転

## 創業者

### 四宮靖隆(しのみや・やすたか)
- 株式会社ジョイゾー代表取締役。1976年東京生まれ。
- kintoneの導入実績の豊富さや知識の深さから、Mr.kintoneと呼ばれる。
- kintonehack2017 優勝

## サービス
- システム39
  - kintone（キントーン）を活用した定額制対面開発。定額39万円で、2時間の打ち合わせ3回の中でシステム開発を行う
- Joboco
  - ノンプログラミングでkintoneと連携できるチャットボットを作成できる連携サービス